# Arrondissement Maaseik
Arrondissement Maaseik (franska: Arrondissement de Maaseik, Arrondissement administratif de Maaseik) är ett arrondissement i Belgien.   Det ligger i provinsen Limburg och regionen Flandern, i den nordöstra delen av landet, 90 kilometer öster om huvudstaden Bryssel. Antalet invånare är 232 735. Arean är 884 kvadratkilometer.
Terrängen i Arrondissement Maaseik är huvudsakligen platt.
Omgivningarna runt Arrondissement Maaseik är en mosaik av jordbruksmark och naturlig växtlighet. Runt Arrondissement Maaseik är det ganska tätbefolkat, med 214 invånare per kvadratkilometer.

## Kommuner
Följande kommuner ingår i arrondissementet;

- Bocholt
- Bree
- Dilsen-Stokkem
- Hamont-Achel
- Hechtel-Eksel
- Houthalen-Helchteren
- Kinrooi
- Lommel
- Maaseik
- Meeuwen-Gruitrode
- Neerpelt
- Overpelt
- Peer